# Euphorbia humayensis
Euphorbia humayensis är en törelväxtart som beskrevs av Townshend Stith Brandegee. Euphorbia humayensis ingår i släktet törlar, och familjen törelväxter. Inga underarter finns listade i Catalogue of Life.